# Teolândia
Teolândia is een gemeente in de Braziliaanse deelstaat Bahia. De gemeente telt 12.810 inwoners (schatting 2009).
De plaats ligt aan de rivier de Preto.

## Verkeer en vervoer
De plaats ligt aan de noord-zuidlopende weg BR-101 tussen Touros en São José do Norte. Daarnaast ligt ze aan de wegen BA-120 en BA-250.